# Nils Opdahl
Nils Opdahl, född 16 november 1882, död 28 december 1951, var en norsk gymnast.
Opdahl tävlade för Norge vid olympiska sommarspelen 1912 i Stockholm, där han var med och tog guld i lagtävlingen i fritt system. Hans bror, Jacob Opdahl, var också en del av det guldvinnande laget.